# Antoine Gizenga
Antoine Gizenga (1925. október 5. – 2019. február 24.) kongói baloldali politikus, a Kongói Demokratikus Köztársaság miniszterelnöke 2006 és 2008 között.
1960-ban, az ország függetlenedésekor és az azt eredményező kongói hidegháborús válság során miniszterelnök-helyettes volt Patrice Lumumba kormányában, az általa vezetett Afrikai Szolidaritáspárt (PSA) elnökeként, amely koalíciós partnerként vett részt a kabinet munkájában. Miután Mobutu ezredes államcsínyt hajtott végre, Lumumba házi őrizet alá került. Egyidejűleg Gizenga pártja hátországába, Stanleyville-be (mai nevén Kisangani) vonult vissza, ahol decemberben megalakította saját (ellen)kormányát. Lumumba 1961. januári meggyilkolása után a Szovjetunió, Kína és a keleti blokk, valamint több újonnan függetlenedő afrikai állam is Gizenga kormányát ismerte el a Kongói Demokratikus Köztársaság egyetlen legitim hatalmi szervének. 1961 augusztusában Gizenga feloszlatta kormányát és elismerte az újonnan kinevezett Cyrille Adoulát kormányfőnek, csatlakozva miniszterelnök-helyettesként kabinetjéhez. Később házi őrizetbe került, majd emigrált az országból, ahova csak 1990-ben tért vissza. A következő évtizedben Mobutu hivatalos ellenzékének számított.
Gizenga kezdetben támogatta Laurent-Désiré Kabila hatalomátvételét (1997), később ellene fordult. A 2006-os elnökválasztáson pártja, a PALU jelöltjeként indult, ahol a harmadik helyet szerezte meg a szavazatok 13%-val. A második forduló előtt Gizenga koalíciós megállapodást írt alá Joseph Kabila elnökkel. Kabila győzelme után Gizengát kinevezte miniszterelnökévé 2006. december végén. Pozícióját 2008 októberéig töltötte be.

## Érdekességek
Gizenga több tucat tagot számláló kormányának tagja volt a valóságban soha nem létező Kasongo Ilunga külkereskedelmi miniszter 2007 februárja és novembere között.